# 中華人民共和国国防部

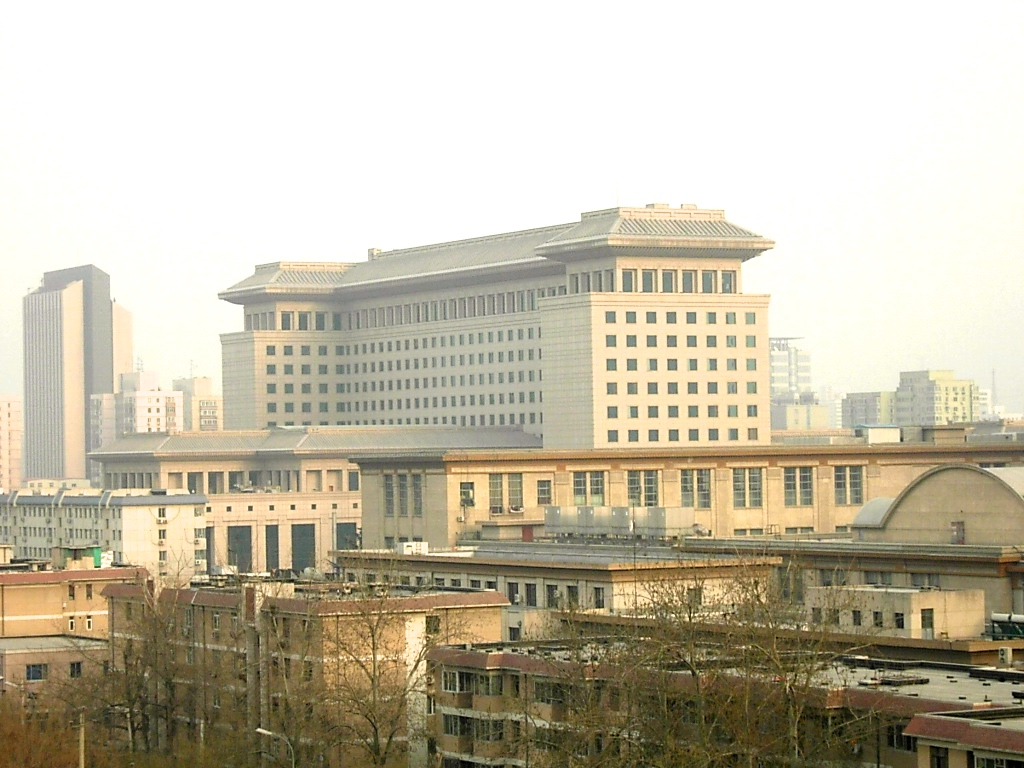
中華人民共和国国防部本部

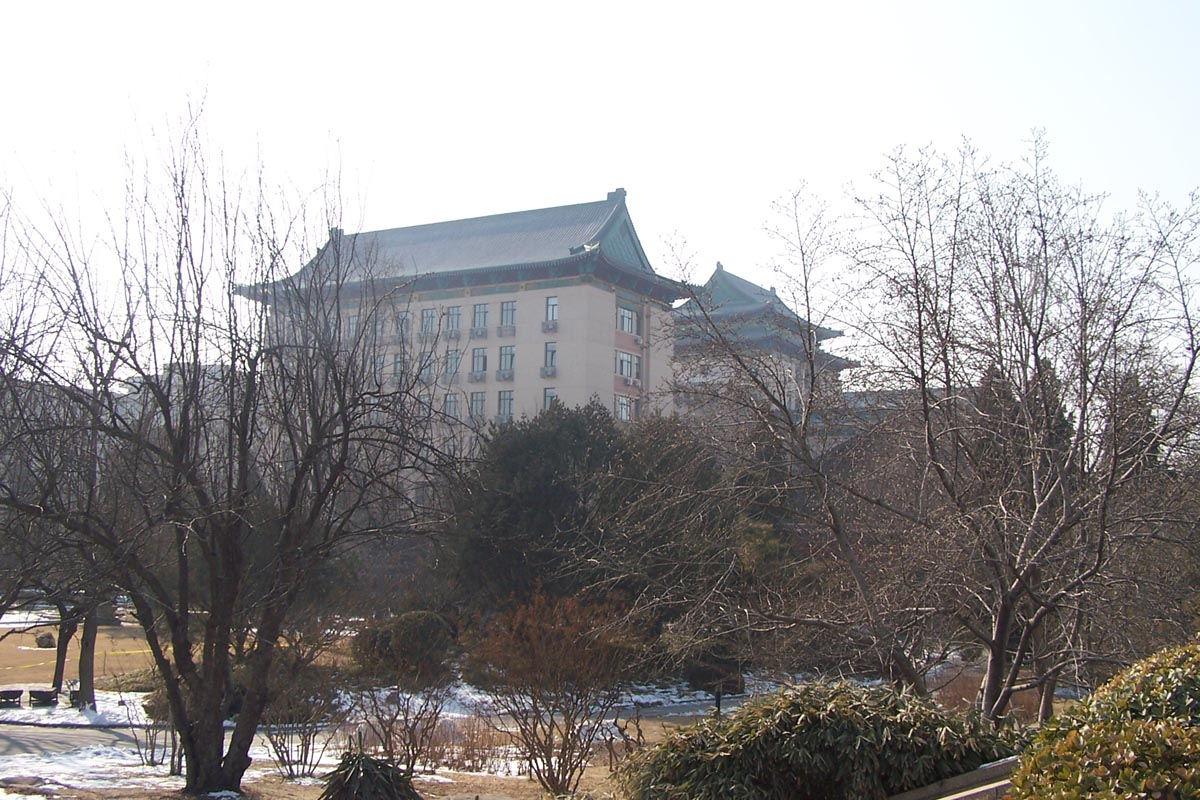
同国防部本部2000年以前の本部

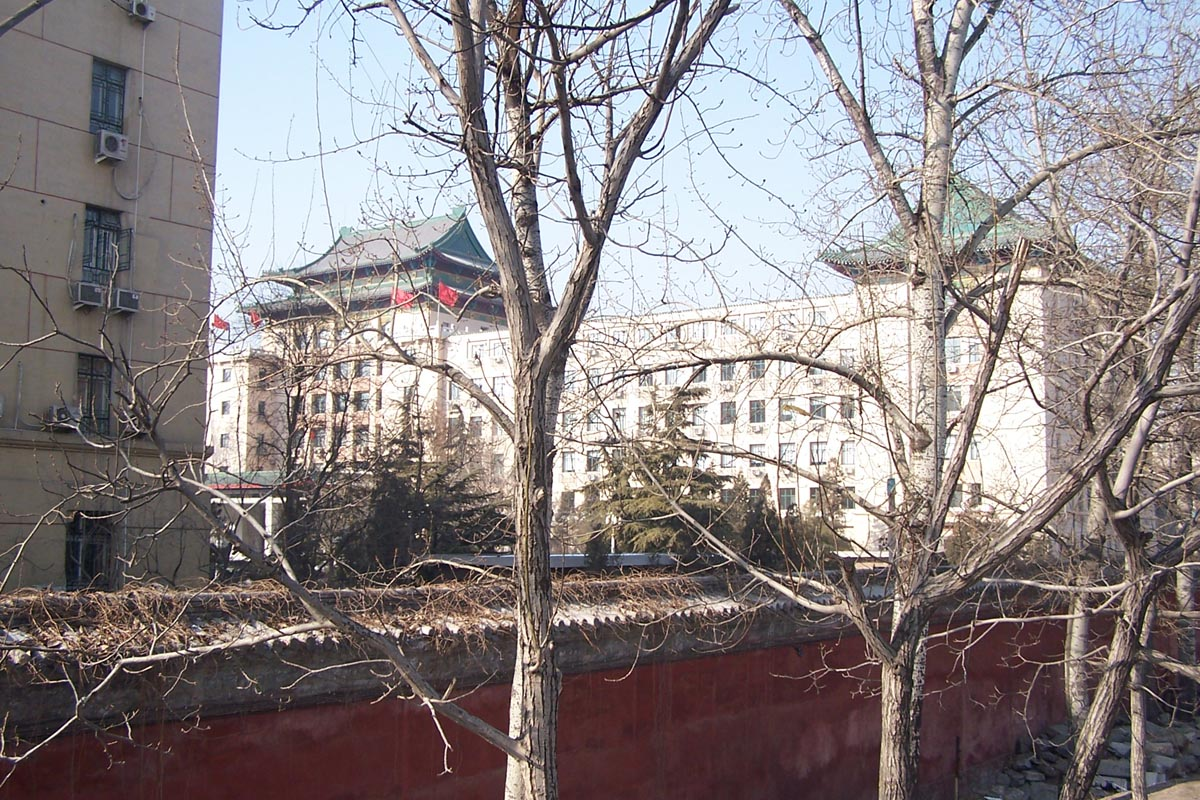
国防部本部前のオフィス、北海公園より撮影

中華人民共和国国防部（ちゅうかじんみんきょうわこくこくぼうぶ、簡体字中国語: 中华人民共和国国防部）は、中華人民共和国の国家行政機関で、国防に関する業務を担当する。最高国家行政機関である国務院の構成部門の一つ。国防省に相当する。長官は国防部部長（大臣）。

## 職務
中華人民共和国国防部は1954年憲法の公布に伴い国務院の機関として新設され、「武装力の建設の指導（領導）」（第49条14項）を担当し、軍政面で国務院総理の命令を受けた。しかし、1975年憲法では「武装力の建設を指導する」との職務が削除され、この職務は総参謀部が受け継いだとされる。1982年憲法では「国防建設事業の指導（領導）と管理」（第89条10項）と規定され、これは核兵器を中心とする先端的兵器開発による国防力の強化を指していると考えられる。
また軍令面では、1954年に人民解放軍総司令の職が廃止され、国防部部長がその職務を継いだことにより、統帥権を有する国家主席の命令を受け、軍令をも掌握した。しかし、1959年に林彪が国防部部長となると、軍事機構の改革が断行され、軍の指揮・統制権は中国共産党中央軍事委員会に移行され、鄧小平政権においては党中央軍事委員会常務副主席が軍令の権限を掌握した。
現在の国防部は、対外的に中国の事実上の国軍とみなされている中国人民解放軍に対する指揮・統制権を保有していない。中国の政府、軍は全て中国共産党の領導を受けることが憲法前文に明記されており、中国人民解放軍は中国共産党中央軍事委員会が指揮する。国防部は主に編成、装備の調達、訓練、兵器の研究開発、外国の軍事筋と連絡などを担う軍政機関としての役割を果たしている。

## 機構
- 外事弁公室（主任は総参謀部外事局長が兼任）
- 征兵弁公室（主任は総参謀部動員部副部長が兼任）
- 維和弁公室（主任は総参謀部情報部副部長が兼任）

駐国連軍事参謀団、各国の駐在武官は、形式上、国防部が管轄している。 

## 歴代部長
国防部長は常に人民解放軍の将校であり、大抵は中央軍事委員会の委員職を務めている。現在は董軍。
- 彭徳懐　（1954年 - 1959年）
- 林彪　　（1959年 - 1971年）
- 葉剣英　（1975年 - 1978年）
- 徐向前　（1978年 - 1981年）
- 耿飈　　（1981年 - 1982年）
- 張愛萍　（1982年 - 1988年）
- 秦基偉　（1988年 - 1993年）
- 遅浩田　（1993年 - 2003年）
- 曹剛川　（2003年 - 2008年）
- 梁光烈　（2008年 - 2013年）
- 常万全　（2013年 - 2018年）
- 魏鳳和　（2018年 - 2023年）
- 李尚福　（2023年3月 - 2023年10月）
- 董軍　（2023年12月29日 - 現職）

## 庁舎
中華人民共和国国防部は2000年まで北京北海公園西側の広橋、中国人民解放軍総参謀部の隣に置かれていたが、現在は中国人民革命軍事博物館の隣に置かれている。また、中華人民共和国国防部は北京の西山および玉泉山にもオフィスを持っている。